# Tribulopis
Tribulopis es un género de plantas de flores perteneciente a la familia Zygophyllaceae, comprende ocho especies.

## Especies seleccionadas
- Tribulopis affinis
- Tribulopis angustifolia
- Tribulopis bicolor
- Tribulopis curvicarpa
- Tribulopis homalococca
- Tribulopis pentandra
- Tribulopis sessilis
- Tribulopis solandri

## Sinónimos
- Tribulopsis.